# 箭叶橐吾
箭叶橐吾（学名：Ligularia sagitta）是菊科橐吾属的植物。分布在中国大陆的西藏、甘肃、山西、宁夏、青海、内蒙古、陕西、河北、四川等地，生长于海拔1,270米至4,000米的地区，一般生于林缘、林下、水边、草坡或灌丛，目前尚未由人工引种栽培。

## 异名
- Ligularia ovato-oblonga (Kitam.) Kitam.